# ساتين
ساتين (بالألمانية: Satteins) هي مدينة في ولاية فورارلبرغ، النمسا.